# ابوبکر کلابادی
ابوبکر محمد بن ابی اسحاق محمد بن ابراهیم کلابادی از مردم بخارا بود. کلابادی منسوب به کلاباد محله‌ای در بخاراست.
دربارهٔ زندگی و احوال او اطلاع زیادی در دست نیست و همه آوازه وی به سبب کتابی است به نام «التعرف لمذهب التصوف». این کتاب ۷۵ باب دارد که در هر کدام یکی از موضوعات عرفانی بررسی و تشریح شده‌است.
کلابادی در هر باب گاهی به آیه یا حدیثی استشهاد می‌کند و برای تبیین هرموضوعی سخنان مشایخ مشهور عرفانی را گزیده و مجمل می‌آورد. این کتاب با آنکه بسیاری از موضوعات عرفانی را دربر می‌گیرد، موجز و کم حجم است؛ با این حال، التعرف در میان صوفیه اهمیت و شهرت زیادی داشت؛ زیرا از نخستین آثار عرفانی است که به صورت منسجم و منظم به طرح مباحث عرفانی پرداخته؛ تا حدی که براساس ابواب آن می‌توان سلسله مراتب مشخصی را میان مراحل سلوک تعیین کرد.
این کتاب از همان ابتدا با اقبال و توجه صوفیه روبرو شد و مرجع و مأخذ تألیفات عرفانی در دوره‌های بعد گردید. تأثیر التعرف بر صوفیه و تألیفات عرفانی به حدی است که دربارهٔ آن گفته‌اند: «لَو لا التَّعَرُّفُ لَما عُرِفَ التصوّفُ». همین اهمیت و شهرت سبب شد که بر این کتاب شرح‌هایی نوشته شود که از جمله آن می‌توان به شرح مبسوط ابوابراهیم اسماعیل مستملی بخاری (متوفی ۴۳۴ ه‍. ق) اشاره کرد.
همچنین مؤلفی ناشناس در سال ۷۱۰ هجری قمری این شرح را تلخیص کرد و آن را خلاصه شرح تعرف نامید. ابوبکر کلابادی سرانجام در روز نوزدهم جمادی‌الاولی سال ۳۸۰ هجری قمری در بخارا درگذشت.